# Extrapolação

Exemplo de ilustração do problema de extrapolação, consistindo em atribuir um valor significativo na caixa azul, em, dados os pontos de dados vermelhos.

Extrapolação é um método matemático é o processo de estimar, além do intervalo de observação original, o valor de uma variável com base em sua relação com outra variável. É semelhante à interpolação, que produz estimativas entre observações conhecidas, mas a extrapolação está sujeita a maior incerteza e um maior risco de produzir resultados sem sentido. A extrapolação também pode significar a extensão de um método, assumindo que métodos semelhantes serão aplicáveis. A extrapolação também pode se aplicar à experiência para projetar, estender ou expandir a experiência conhecida em uma área desconhecida ou anteriormente experiente, de modo a chegar a um conhecimento (geralmente conjectural) do desconhecido (por exemplo, um motorista extrapola as condições da estrada além da sua visão durante a condução). O método de extrapolação pode ser aplicado no problema reconstrução interior.

## Métodos
Uma escolha acertada de qual método de extrapolação aplicar depende de um conhecimento prévio do processo que criou os pontos de dados existentes. Alguns especialistas propuseram o uso de forças causais na avaliação de métodos de extrapolação. As questões cruciais são, por exemplo, se os dados podem ser considerados contínuos, regulares, possivelmente periódicos, etc.

### Linear
Extrapolação linear significa criar uma linha tangente no final dos dados conhecidos e estendê-la além desse limite. A extrapolação linear só fornecerá bons resultados quando usada para estender o gráfico de uma função aproximadamente linear ou não muito além dos dados conhecidos.
Se os dois pontos de dados mais próximos do ponto {\displaystyle x_{*}} a ser extrapolado são {\displaystyle {\ (x_{k-1},y_{k-1})}} e {\displaystyle {\ (x_{k},y_{k})}}, a extrapolação linear dá a função:
{\displaystyle y(x_{*})=y_{k-1}+{\frac {x_{*}-x_{k-1}}{x_{k}-x_{k-1}}}(y_{k}-y_{k-1}).}
(que é idêntico à interpolação linear se {\displaystyle x_{k-1}<x_{*}<x_{k}}. É possível incluir mais de dois pontos, e fazer a média da inclinação do interpolante linear, por técnicas do tipo regressão, nos pontos de dados escolhidos para serem incluídos. Isso é semelhante à previsão linear.

### Polinomial

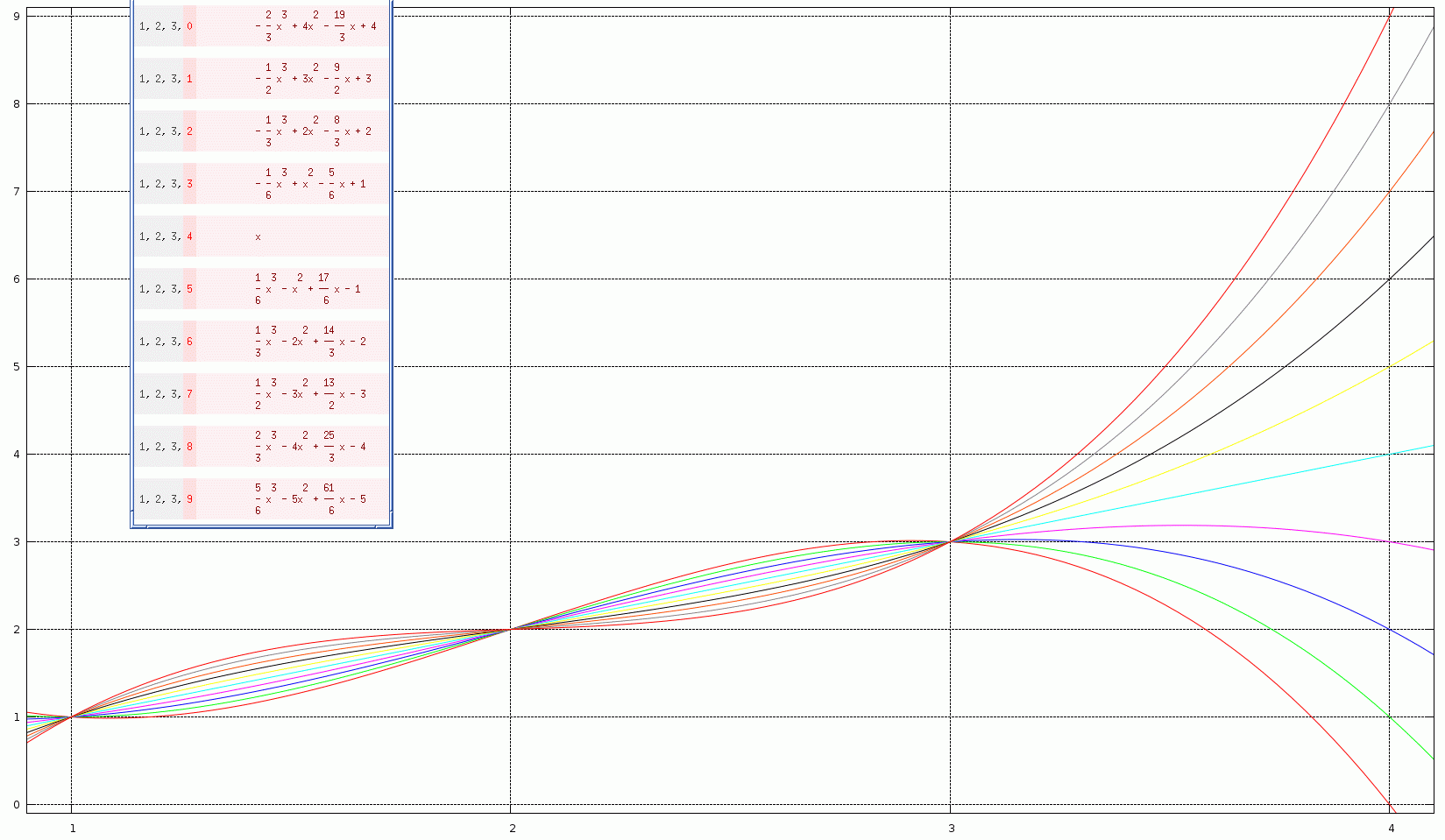
Extrapolações de Lagrange da sequência 1,2,3. Extrapolar por 4 leva a um polinômio de grau mínimo (linha ciano).

Uma curva polinomial pode ser criada através de todos os dados conhecidos ou apenas perto do final (dois pontos para extrapolação linear, três pontos para extrapolação quadrática, etc.). A curva resultante pode então ser estendida além do final dos dados conhecidos. A extrapolação polinomial é normalmente feita por meio de Polinômio de Lagrange ou usando o método de Newton de diferenças finitas para criar uma série de Newton que se ajusta aos dados. O polinômio resultante pode ser usado para extrapolar os dados.
A extrapolação polinomial de alta ordem deve ser usada com o devido cuidado. Para o conjunto de dados de exemplo e o problema na figura acima, qualquer coisa acima da ordem 1 (extrapolação linear) possivelmente produzirá valores inutilizáveis; uma estimativa de erro do valor extrapolado aumentará com o grau de extrapolação do polinômio. Isso está relacionado ao fenómeno de Runge.

### Cônica
Uma seção cônica pode ser criada usando cinco pontos próximos ao final dos dados conhecidos. Se a seção cônica criada for uma elipse ou círculo, quando extrapolada ela fará um loop para trás e se unirá novamente. Uma parábola ou hipérbole extrapolada não se junta novamente, mas pode se curvar em relação ao eixo X. Este tipo de extrapolação pode ser feito com um gabarito de seções cônicas (em papel) ou com um computador.

### Curva francesa
A extrapolação da curva francesa é um método adequado para qualquer distribuição com tendência a ser exponencial, mas com fatores de aceleração ou desaceleração. Este método tem sido usado com sucesso no fornecimento de projeções de previsão do crescimento do HIV / AIDS no Reino Unido desde 1987 e da variante CJD no Reino Unido por vários anos. Outro estudo mostrou que a extrapolação pode produzir a mesma qualidade de resultados de previsão que estratégias de previsão mais complexas.

## Qualidade
Normalmente, a qualidade de um determinado método de extrapolação é limitada pelas suposições sobre a função feita pelo método. Se o método presumir que os dados são regulares, uma função suave será mal extrapolada.
Em termos de séries temporais complexas, alguns especialistas descobriram que a extrapolação é mais precisa quando realizada por meio da decomposição de forças causais.
Mesmo para suposições erradas sobre a função, a extrapolação pode divergir severamente da função. O exemplo clássico são representações de séries de potências truncadas de sin(x) e funções trigonométricas relacionadas. Por exemplo, tomando apenas dados próximos de x = 0, podemos estimar que a função se comporta como sin(x) ~ x. Na vizinhança de x = 0, esta é uma estimativa excelente. Longe de x = 0, entretanto, a extrapolação se move arbitrariamente para longe do eixo x enquanto sin(x) permanece no intervalo [-1, 1]. Ou seja, o erro aumenta sem limites.
Tomar mais termos na série de potências de sin(x) em torno de x = 0 produzirá melhor concordância em um intervalo maior próximo a x = 0, mas produzirá extrapolações que eventualmente divergem do eixo x ainda mais rápido do que a aproximação linear.
Essa divergência é uma propriedade específica dos métodos de extrapolação e só é contornada quando as formas funcionais assumidas pelo método de extrapolação (inadvertidamente ou intencionalmente devido a informações adicionais) representam com precisão a natureza da função que está sendo extrapolada. Para problemas específicos, essa informação adicional pode estar disponível, mas no caso geral, é impossível satisfazer todos os comportamentos de função possíveis com um conjunto funcionalmente pequeno de comportamento potencial.

## No plano complexo
Na análise complexa, um problema de extrapolação pode ser convertido em um problema de interpolação pela mudança da variável {\displaystyle {\hat {z}}=1/z}. Essa transformação troca a parte do plano complexo dentro do círculo unitário com a parte do plano complexo fora do círculo unitário. Em particular, a compactificação no ponto impróprio é mapeado para a origem e vice-versa. Deve-se ter cuidado com essa transformação, no entanto, uma vez que a função original pode ter "características", por exemplo, pólos e outras singularidades, no infinito, que não eram evidentes nos dados amostrados.
Outro problema de extrapolação está vagamente relacionado ao problema da continuação analítica, onde (tipicamente) uma representação de série de potências de uma função é expandida em um de seus pontos de convergência para produzir uma série de potências com um raio de convergência maior. Com efeito, um conjunto de dados de uma pequena região é usado para extrapolar uma função para uma região maior.
Novamente, a continuação analítica pode ser frustrada por características de função que não eram evidentes a partir dos dados iniciais.
Além disso, pode-se usar transformações de sequência como aproximante de Padé e transformações de sequência do tipo Levin como métodos de extrapolação que levam a uma soma de séries de potências que são divergentes fora do raio de convergência original. Nesse caso, muitas vezes obtém-se aproximações racionais.

## Rápido
Os dados extrapolados geralmente se transformam em uma função de kernel. Depois que os dados são extrapolados, o tamanho dos dados é aumentado N vezes, aqui N é aproximadamente 2–3. Se esses dados precisarem ser transformados em uma função kernel conhecida, os cálculos numéricos aumentarão N log (N) vezes, mesmo com a transformada rápida de Fourier (FFT). Existe um algoritmo que calcula analiticamente a contribuição da parte dos dados extrapolados. O tempo de cálculo pode ser omitido em comparação com o cálculo de convolução original. Portanto, com este algoritmo, os cálculos de uma convolução usando os dados extrapolados quase não são aumentados. Isso é conhecido como extrapolação rápida. A extrapolação rápida foi aplicada à reconstrução de imagens de TC.

## Argumentos de extrapolação
Os argumentos de extrapolação são argumentos informais e não quantificados que afirmam que algo é verdadeiro além da faixa de valores para os quais se sabe que é verdadeiro. Por exemplo, acreditamos na realidade do que vemos através de lentes de aumento porque concorda com o que vemos a olho nu, mas vai além; acreditamos no que vemos por meio de microscópios de luz porque concorda com o que vemos por meio de lentes de aumento, mas vai além; e da mesma forma para microscópios eletrônicos.
Assim como os argumentos de declive escorregadio, os argumentos de extrapolação podem ser fortes ou fracos, dependendo de fatores como o quanto a extrapolação vai além do intervalo conhecido.